# أبو الغنائم مسلم بن محمود الشيزري
أمين الدين أبو الغنائم مسلم بن محمود الشيزري (ازدهر 579 - 622 هـ الموافق 1201–1225 م) أديب وعالم فلك يمني، وُلد في الشام.

## حياته وأعماله
وُلِد الشيزري في دمشق لعائلة مرموقة من المماليك في خدمة أسامة بن منقذ، سيد شيزر في الشام. وكان والده لا يزال على قيد الحياة في عام 1169. انتقل الشيزري بعد ذلك إلى بلاط المعز إسماعيل بن طغتجين (حكم 1197–1201)، الحاكم الأيوبي لليمن.  وقد أهدى إليه كتاب مختارات من الأدب في خمسة وعشرين فصلًا، بعنوان "عجائب الأشعار وغرائب الأخبار" ، وقد بقيت منه مخطوطة واحدة تعود إلى العصور الوسطى، يرجع تاريخها إلى عام 1291، وهي الآن في بيشاور في باكستان. وفي عام 1225، قام بتأليف مختارات أخرى مقتبسة من ستة عشر كتابًا وعنونها "جمهرة الإسلام ذات النثر والنظام" للوالي الأيوبي المسعود صلاح الدين يوسف (حكم 1215–1229). وقد ضمّن فيه قصائد له ولابنه أحمد.  كتاب الجمهرة محفوظ في مخطوطة واحدة يعود تاريخها إلى عام 1298 وهي الآن في ليدن في هولندا. أما العمل الثاني المخصص لمسعود فهو كتاب "عدات النجوم" ، والمعروف من مخطوطة نُسخت في عام 1665 أو 1666 وهي الآن محفوظة في صنعاء. وهو تقويم فلكي يشبه تقويم قرطبة. ولم يتم تجميعه للاستخدام في اليمن.
تاريخ وفاة الشيزري غير معروف.

## فهرس
*Ahmad، Mukhtar D. (1956). An Introduction to and Analysis of the Leiden MS. of Jamharat al-Islām by al-Shaizarī, with a Critical Edition of Some Hitherto Unpublished Passages (D.Phil. thesis). Oxford University.
- Brockelmann، Carl (2017). تاريخ الأدب العربي (بروكلمان). ترجمة: Joep Lameer. Brill.
- King، David A. (1983). Mathematical Astronomy in Medieval Yemen: A Biobibliographical Survey (PDF). Undena Publications. مؤرشف من الأصل (PDF) في 2024-12-25.
- Sellheim, Rudolf (1997). "al-S̲h̲ayzarī". In Bosworth, C. E.; van Donzel, E.; Heinrichs, W. P.; Lecomte, G. (eds.). The Encyclopaedia of Islam, New Edition, Volume IX: San–Sze (بالإنجليزية). Leiden: E. J. Brill. p. 411. ISBN:90-04-10422-4.
- Sezgin، Fuat، المحرر (1986). Jamharat al-islam dhāt al-nathr wa-l-nizām. Institut für Geschichte der Arabisch Islamischen Wissenschaften.